# Familia (politikai párt)
A Familia (latin szó, jelentése: család) egy 18. századi lengyel politikai párt (pontosabban pártkezdemény, politikai frakció) neve volt, melyet a Czartoryski család és a vele szövetséges más nemesi családok vezettek. A frakció II. Ágost lengyel király  uralkodásának a végén, 1733 körül alakult. Legfőbb vezetői Michał Fryderyk Czartoryski litván nagykancellár, testvérei, August Aleksander Czartoryski ruténiai vajda és Konstancja Czartoryska, valamint sógora, Stanisław Poniatowski krakkói várnagy voltak.

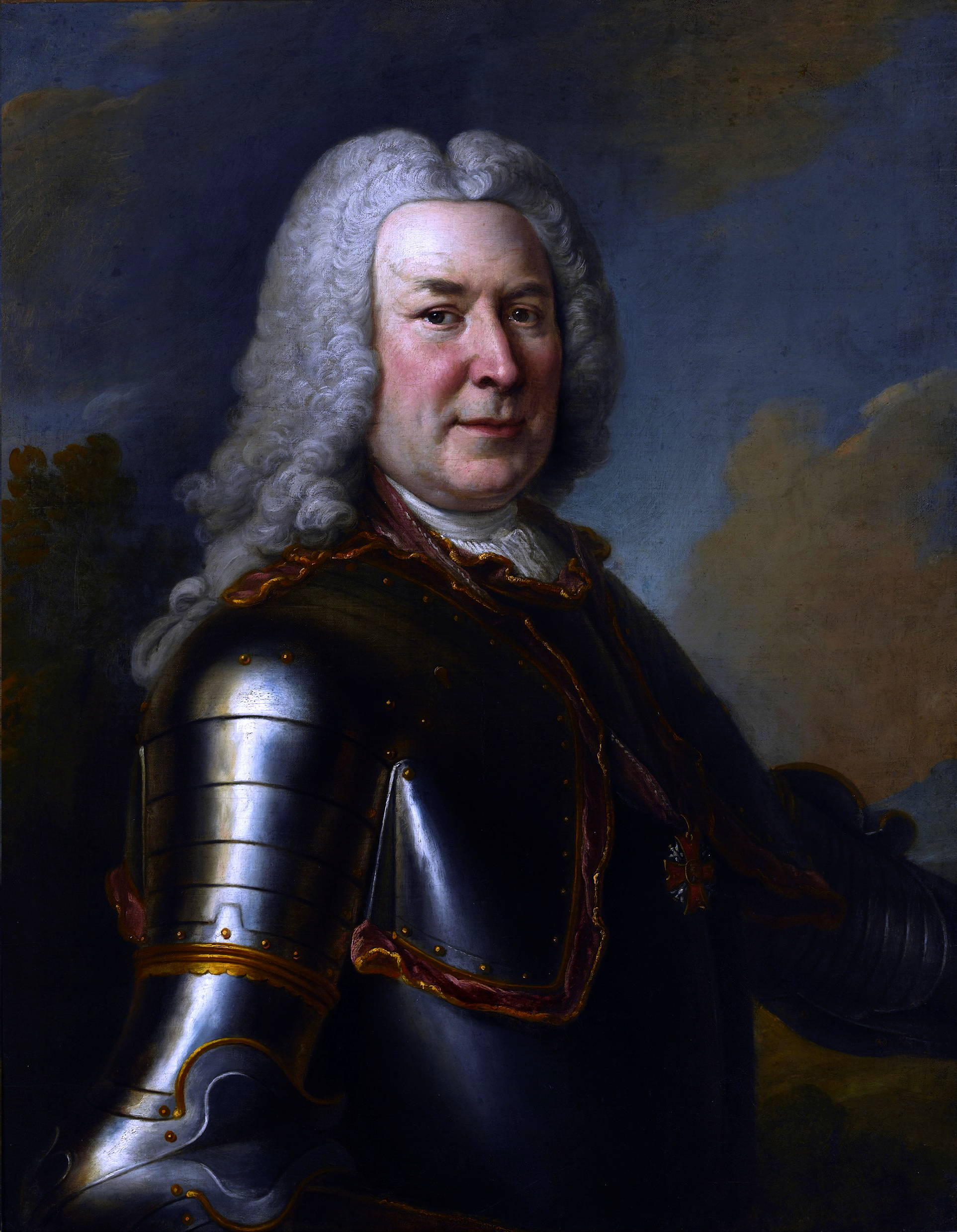
Michał Fryderyk Czartoryski (1697-1775), egyike a Familia vezetőinek

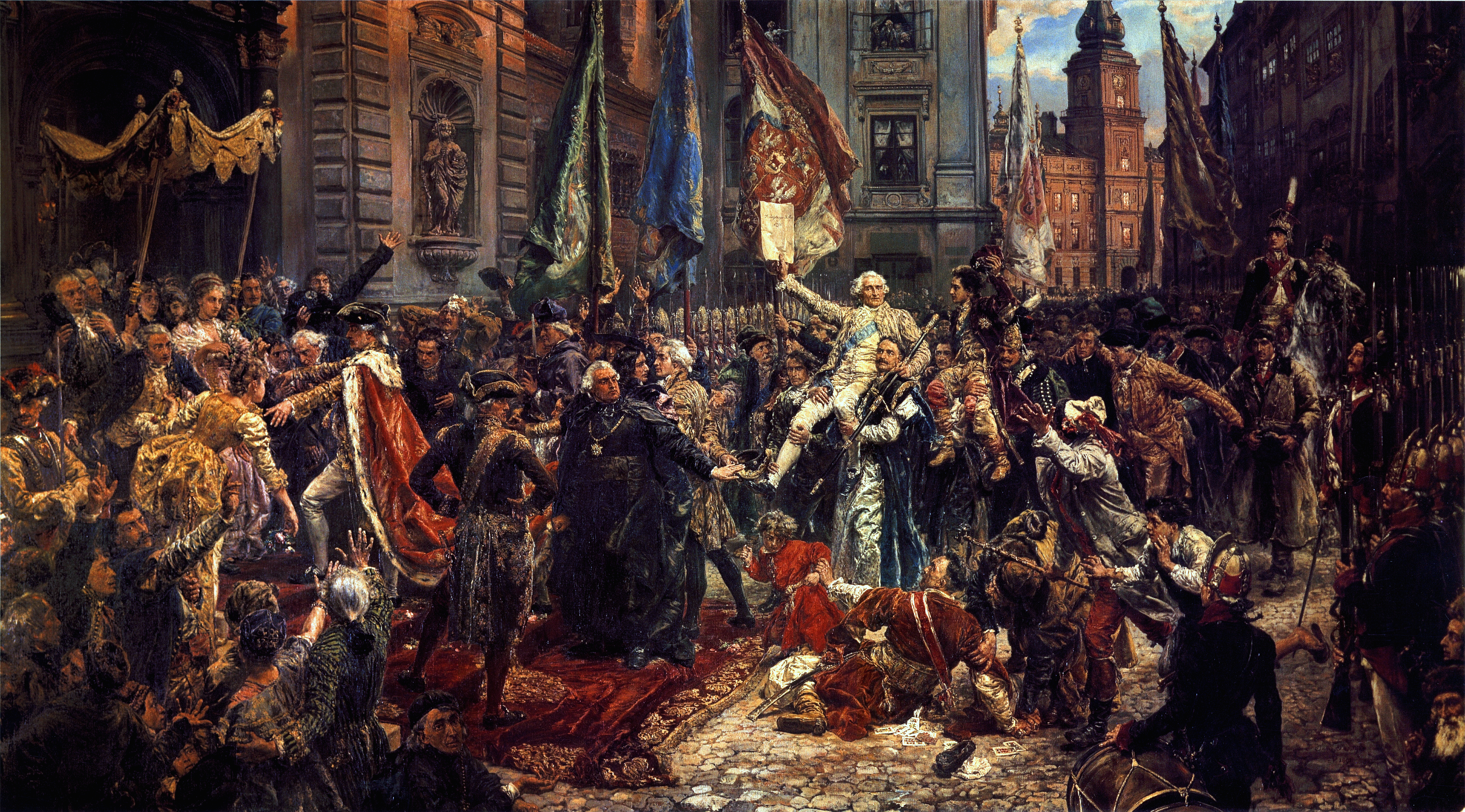
Jan Matejko: 1791. május 3-i alkotmány (1891).
A kép közepén, fehér parókában és sárga ruhában Adam Kazimierz Czartoryski menetel.

## Története
Az 1733. évi lengyel interregnum idején a Familia a Leszczyński-házból származó I. Szaniszló királyt támogatta. Ekkoriban Lengyelországban a királyi tisztség nem örökletes volt, hanem a nemesség maga választotta a királyt a jelöltjei közül. A Familia a szász II. Frigyes királyjelöltet támogatta, aki III. Ágost néven el is nyerte a lengyel trónt és 1734-től 1763-ig uralkodott. A Familia a királyi udvar befolyásos hatalmi csoportjává vált. Mivel a Szejm 1744 és 1750 között nem hajtotta végre a Czartoryskiak szerint szükséges állami reformokat, idővel eltávolodtak az udvartól és Oroszország felé közeledtek támogatót keresve.
A következő, 1763-1764-ben zajló interregnumban Oroszország fegyverrel avatkozott be a lengyel viszonyokba, lehetőséget adva a Familiának arra, hogy leszámoljanak az ellenfeleikkel. Amikor azonban az általuk kinevelt uralkodójelölt, Adam Kazimierz Czartoryski visszautasította a lengyel trónt, hozzájárultak, hogy helyette II. Katalin orosz cárnő szeretője, Stanisław August Poniatowski legyen a király. Poniatowskit II. Szaniszló Ágost néven koronázták meg.
A királyválasztás kudarca ellenére a Familiának több reformot is sikerült végrehajtatnia. Elérték többek között a királyi kincstárnok és a hetman hatalmának a korlátozását, és felfüggesztették az állami életet akadályozó liberum veto intézményét. A további reformokat viszont a porosz és az orosz befolyás ellehetetlenítette. A király és a Familia szembekerült a reformokat ellenző, a „nemesi aranyszabadság” intézményét védelmező, konzervatív ellenfeleivel, akik 1767-ben megalapították a Radom konföderációt. Polgárháborús helyzet alakult ki és Oroszország mintegy 100 ezer katonát vezényelt Lengyelországba. Ekkor megalakult az orosz követről elnevezett hírhedt Repnyin szejm, ami a további nemkívánatos orosz beavatkozás elkerülése érdekében a reformok egy részének visszavonására kényszerült.
Lengyelország első felosztása (1772. február 17.) után a Familia a király és az újonnan létrehozott állami szerv, az Állandó Tanács (Rada Nieustająca) mágnás ellenzékének derékhada lett. A Familia csak az 1788-1792 között ülésező nagy szejm idején, 1790-ben vette fel a kapcsolatot a királlyal és támogatóival. Velük és a Hazafias Párttal együttműködve, valamint Ignacy Potockival kiegészülve a szejmben közösen elfogadtatták a forradalmi jelentőségű 1791. évi május 3-i alkotmányt, Európa első kartális alkotmányát.

## Fordítás
- Ez a szócikk részben vagy egészben a Familia (political party) című angol Wikipédia-szócikk ezen változatának fordításán alapul.  Az eredeti cikk szerkesztőit annak laptörténete sorolja fel. Ez a jelzés csupán a megfogalmazás eredetét és a szerzői jogokat jelzi, nem szolgál a cikkben szereplő információk forrásmegjelöléseként.